# Girolamo Gravina
Girolamo Gravina (1603 - 1662) jesuïta italìa, missioner a la Xina durant els darrers anys de la dinastia Ming i principis de la dinastia Qing.

## Biografia
Girolamo Gravina va néixer a Caltanissetta (Sicília) en una família noble i rica, fill de Carlo i Isabella descendents de la branca siciliana dels Gravina.
El 3 de novembre de 1618 va entrar al noviciat de Palerm de la Companyia de Jesús. Finalitzats els seus estudis clàssics i teològics, ansiós per anar a les missions, va arribar a escriure entre 1622 i 1634, vint-i-dues cartes al P. Muzio Vitelleschi per demanar ser enviat a l'Orient.
Ordenat sacerdot, probablement el 1631, el 13 d'abril de 1635 va poder va poder va sortir des de Lisboa cap a la Xina, i el 1636 va arribar a la regió de Jiangnan. El viatge el va fer amb 31 altres companys, inclosos tres sicilians: Ludovico Buglio, Francesco Brancati i Giuseppe Chiara I un napolità, Marcello Mastrilli que va ser destinat al Japó.
Gravina va arribar a Macau l'any següent i, després d'aprendre la llengua xinesa, va ser enviat a Hangzhou on va tenir la responsabilitat de l'enclavament cristià del delta de Jiangnan.
A Xangai, entre 1639 i 1640, juntament amb Francesco Brancati va batejar uns 2.500 xinesos, i malgrat totes les adversitats i persecucions, durant el període 1644-1648 Gravina va conferir el baptisme a més de tres mil conversos.
Va escriure una l'obra, "Considerationes de diversis fidei mysteriis" molt apreciada pels pagans i pels cristians, publicada el 1659 i reeditada el 1870, on inclou entre d'altres, temes com, Deu, la Redempció, la Virtut i els Sagraments.
Va morir a Zhangshu el 4 de setembre de 1662.